# Кумра
Кумра (фр. Koumra, араб. كومرا‎) — город в Чаде, расположен в регионе Мандуль, и является его административным центром. Кумра — шестой по величине город Чада. Также является административным центром департамента Восточный Мандуль.
Местное население занято в сельском хозяйстве, ремесленном производстве, добыче полезных ископаемых и сфере услуг (торговля и транспорт).
Город состоит из десяти районов, разделенных на четыре округа.

## География и климат
Кумра расположена на высоте 414 метров над уровнем моря.
| Показатель                    | Янв. | Фев. | Март | Апр. | Май  | Июнь  | Июль  | Авг.  | Сен.  | Окт. | Нояб. | Дек. | Год   |
| ----------------------------- | ---- | ---- | ---- | ---- | ---- | ----- | ----- | ----- | ----- | ---- | ----- | ---- | ----- |
| Средний суточный максимум, °C | 35,6 | 37,6 | 38,8 | 37,7 | 35,4 | 32,8  | 30,4  | 30,1  | 31,0  | 33,0 | 35,7  | 35,6 | 34,4  |
| Средняя температура, °C       | 25,7 | 27,7 | 30,4 | 30,8 | 29,3 | 27,3  | 25,7  | 25,5  | 25,8  | 27,0 | 26,9  | 25,5 | 27,3  |
| Средний суточный минимум, °C  | 15,8 | 17,9 | 22,1 | 23,9 | 23,2 | 21,8  | 21,2  | 20,9  | 20,7  | 21,0 | 18,1  | 15,5 | 20,2  |
| Норма осадков, мм             | 0,0  | 0,0  | 5,4  | 28,3 | 73,4 | 118,9 | 212,4 | 257,3 | 167,2 | 42,9 | 1,7   | 0,0  | 907,6 |
| Источник: ,                   |      |      |      |      |      |       |       |       |       |      |       |      |       |

## Демография
Население города по годам:
| 1993   | 2010   |
| ------ | ------ |
| 26 702 | 39 852 |